# Enneapterygius rufopileus
Enneapterygius rufopileus és una espècie de peix de la família dels tripterígids i de l'ordre dels perciformes.

## Morfologia
- Els mascles poden assolir 3,6 cm de longitud total.[2][3]

## Hàbitat
És un peix marí de clima tropical que viu fins als 6 m de fondària.

## Distribució geogràfica
Es troba a Austràlia, Nova Caledònia, les Illes Loyauté, Fiji i Tonga.